# Louis Frédéric Schützenberger
Pour les articles homonymes, voir Schutzenberger.
Louis Frédéric Schützenberger, né le 8 septembre 1825 à Strasbourg et mort le 17 avril 1903 dans la même ville, est un peintre français.

## Biographie
Fils ainé du brasseur Schützenberger de la rue des Balayeurs à Strasbourg, Louis Frédéric Schützenberger s’amusait, en 1833, à reproduire à la craie sur les ardoises et sur les tables, les chasseurs qui fréquentaient l’auberge de son père, ainsi que leur gibier, chevreuils, lièvres, perdrix. Le peintre Gabriel-Christophe Guérin, qui était au nombre des habitués de la maison, encourage le brasseur à soutenir la vocation de son fils, qui devient son élève. Dans l’atelier de Guérin, Schützenberger acquiert les notions classiques du dessin, de l’anatomie et de la perspective, avant de se rendre, en 1842, à Paris, sur l’encouragement de son maitre.
Il entre en 1842 dans l’atelier du peintre d’histoire Paul Delaroche. Lorsque Delaroche entreprit son grand voyage en Italie, en 1843, Schützenberger passa à l’École des beaux-arts de Paris sous la direction de Charles Gleyre, le précurseur du symbolisme, qui influença de manière durable sa vie d’artiste. Il y côtoie, entre autres, Jean-Léon Gérôme, Gustave Brion, Frédéric Théodore Lix, Jean-Louis Hamon et Auguste Toulmouche.
En 1848, il obtient sa première médaille. En 1850, il débute au Salon et obtient sa troisième médaille. En 1852, il obtient une médaille pour sa Parabole des Vierges folles et des Vierges sages, peut-être inspiré par les statues du portail de la cathédrale de Strasbourg. Sa Terpsichore (1861, localisation actuelle inconnue), achetée par l’État pour le musée du Luxembourg à Paris est l'un de ses succès les plus incontestés.
Entre 1861 et 1862, Il séjourne à Rome et, de retour à Paris, emménage dans l’immeuble surnommé La Boîte à thé, au 70 et 70 bis rue Notre-Dame-des-Champs.
Artiste fécond, il aborde tous les genres. Outre de grands tableaux d’histoire et la peinture de genre, il donne de nombreux paysages dans lesquels il reproduit les rives du Rhin.
Il aménage son atelier au premier étage du château de Scharrachbergheim-Irmstett dont il est le propriétaire entre 1870 et 1885, environ. Chargé d’exécuter des peintures décoratives à l’hôtel de ville de Strasbourg et à celui de Reims, il est nommé chevalier de la Légion d'honneur en 1870, à la suite du Salon auquel il avait exposé une baigneuse (maintenant conservée en Hollande).
Le peintre post-impressionniste René Schützenberger (1860-1916) est son cousin.

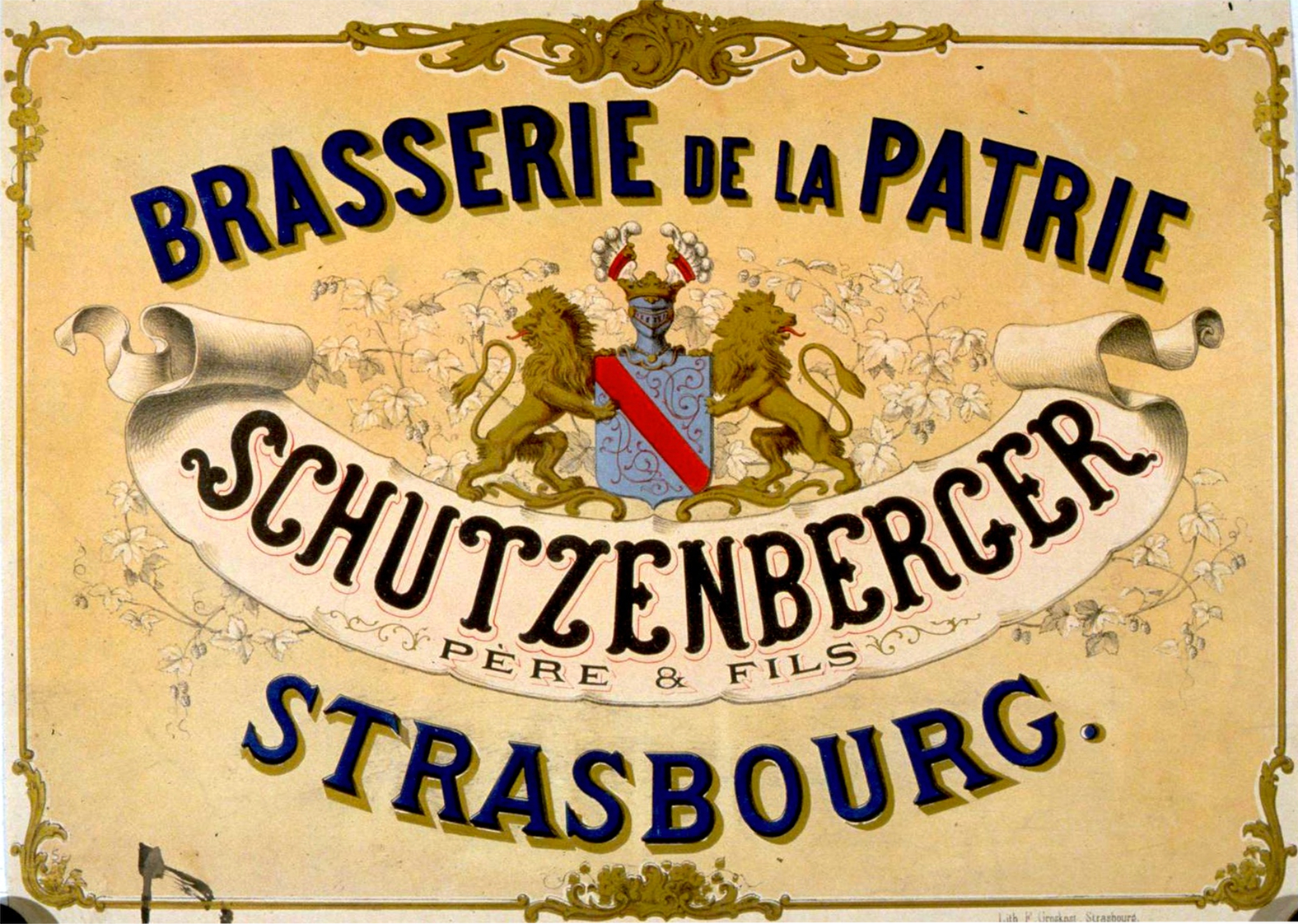
Anonyme, carton publicitaire pour la Brasserie de la Patrie Schutzenberger (vers 1850).
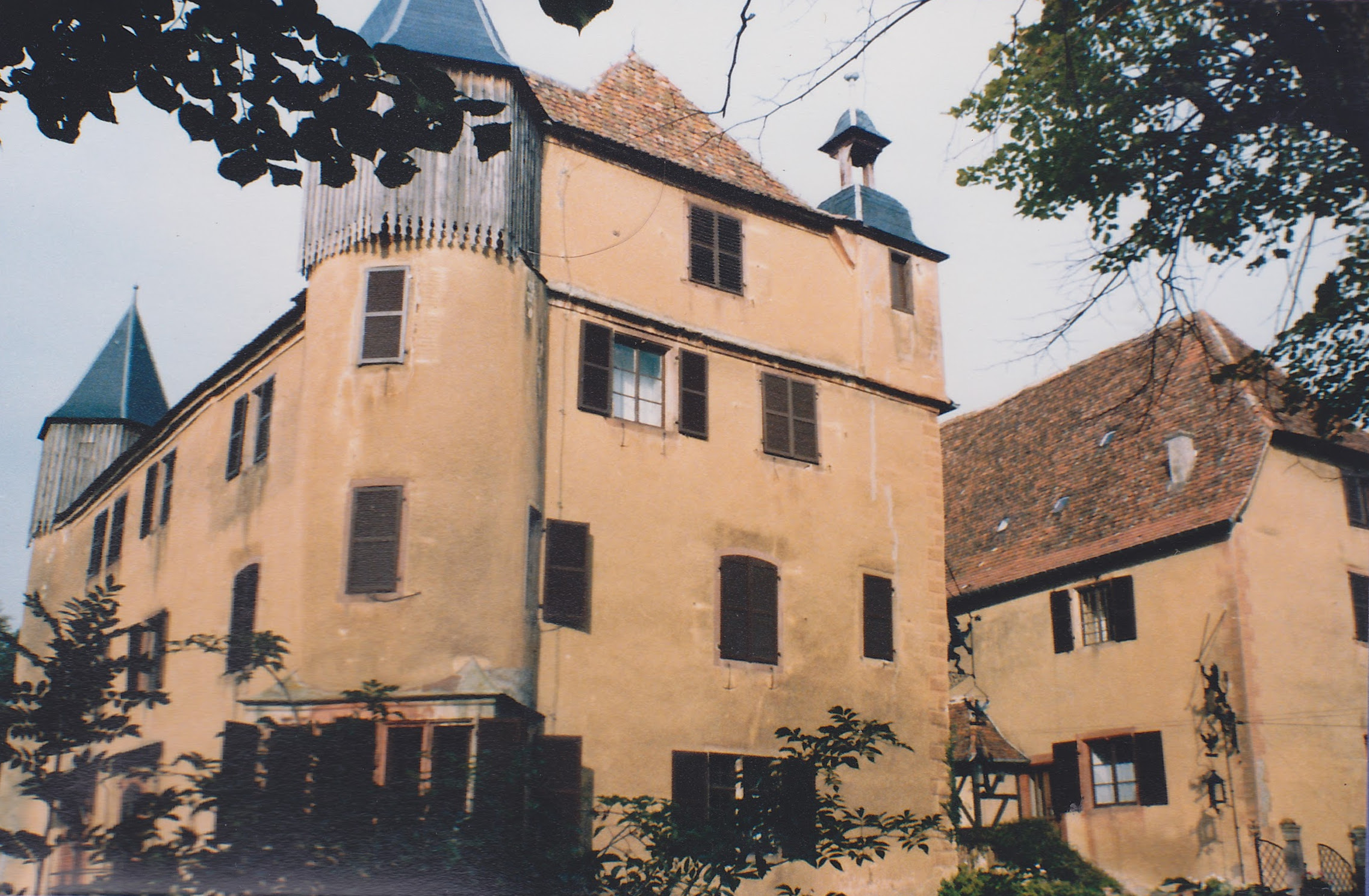
Le château de Scharrachbergheim-Irmstett.

## Œuvres dans les collections publiques
- Arras, musée des Beaux-Arts : Europe enlevée par Jupiter, 1865[4].
- L’Isle-Adam, musée d'Art et d'Histoire Louis-Senlecq : Portrait du gouverneur Louis-Gustave Binger, 1900[5],[6].
- Mulhouse, musée des Beaux-Arts :
  - L’Exode (famille alsacienne quittant son pays), 1872 ;
  - Souvenir d’Italie. Fuite en Égypte ;
  - Entrevue de César et d’Arioviste en Alsace[7] ;
  - Le Soir.
- Paris, musée d’Orsay : Centaures chassant le sanglier, 1864[8].
- Strasbourg :
  - musée d’Art moderne et contemporain : Femme nue[9].
  - musée des Beaux-Arts :
    - Chasseur sonnant du cor ou L’Hallali, 1859 ;
    - Portrait de Mélanie Schützenberger, tante de l’artiste, vers 1865 ;
    - Portrait de Mme Parot, 1875 ;
    - Portrait de Louis Schützenberger père, brasseur à Schiltigheim, 1876 ;
    - Portrait de Mme Weber-Schlumberger, 1881 ;
    - Portrait d’homme, 1897 ;
    - Portrait de femme ;
    - Portrait de Th. Berger ;
    - Pygmalion et sa statue, œuvre détruite durant le bombardement du 11 août 1944.

  - cabinet des estampes et des dessins :
    - L'Hallali, vers 1860, gravure ;
    - Deux chevreuils, vers 1860, lithographie ;
    - Étude pour la Chasse au sanglier, vers 1860, lithographie.

## Salons
- 1857[10] : Vénus ; Bretons baignant leurs chevaux dans la mer ; Les Premiers astronomes ; Souvenirs de la Forêt-Noire ; Une mauvaise rencontre ; Portrait d'homme.
- 1861[11] : Terpsichore (affecté au musée d’Orsay, localisation actuelle inconnue[12]) ; Marie Stuart en Écosse ; Le Lièvre se dérobant dans les genêts ; Idylle allemande ; Braconnier à l'affût ; La Marée basse, souvenir de Bretagne.
- 1867 : Charlemagne apprenant à écrire[13].
- 1877 : Diane[14].

Œuvres de Louis Frédéric Schützenberger
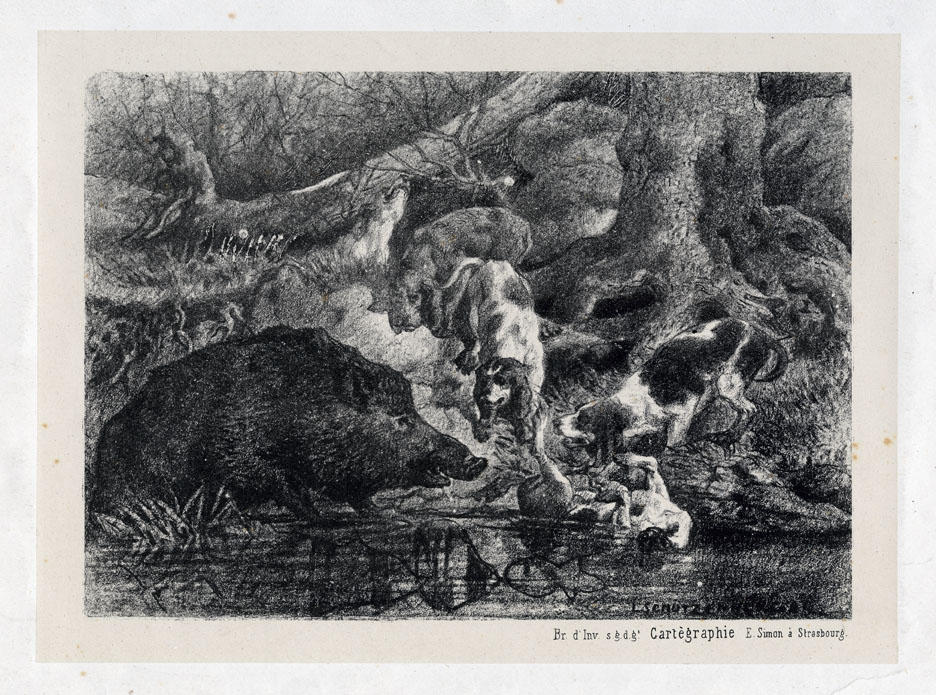
Scène de chasse au sanglier (vers 1840), lithographie, cabinet des estampes et des dessins de Strasbourg.
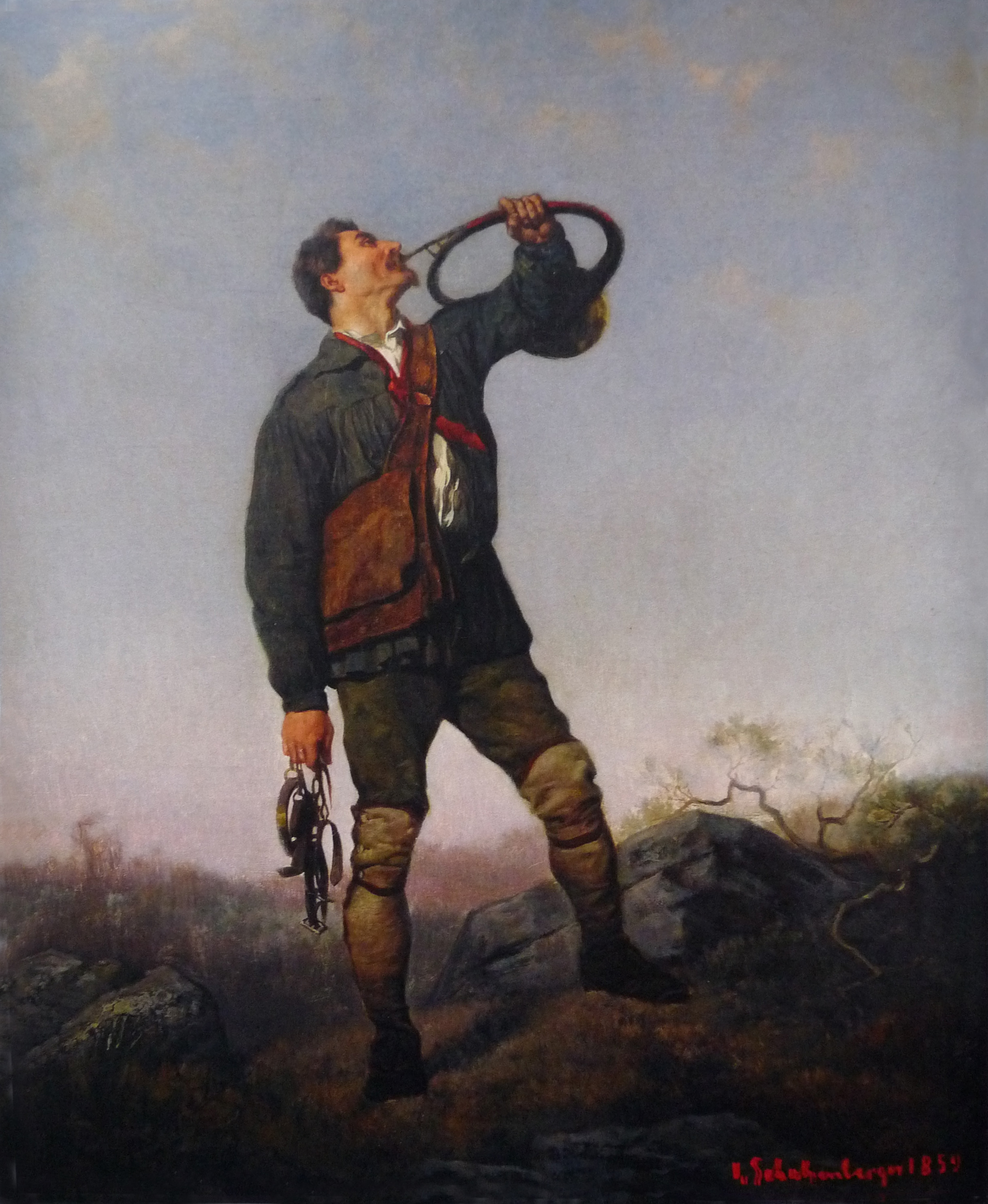
Chasseur sonnant du cor (1859), musée des Beaux-Arts de Strasbourg.
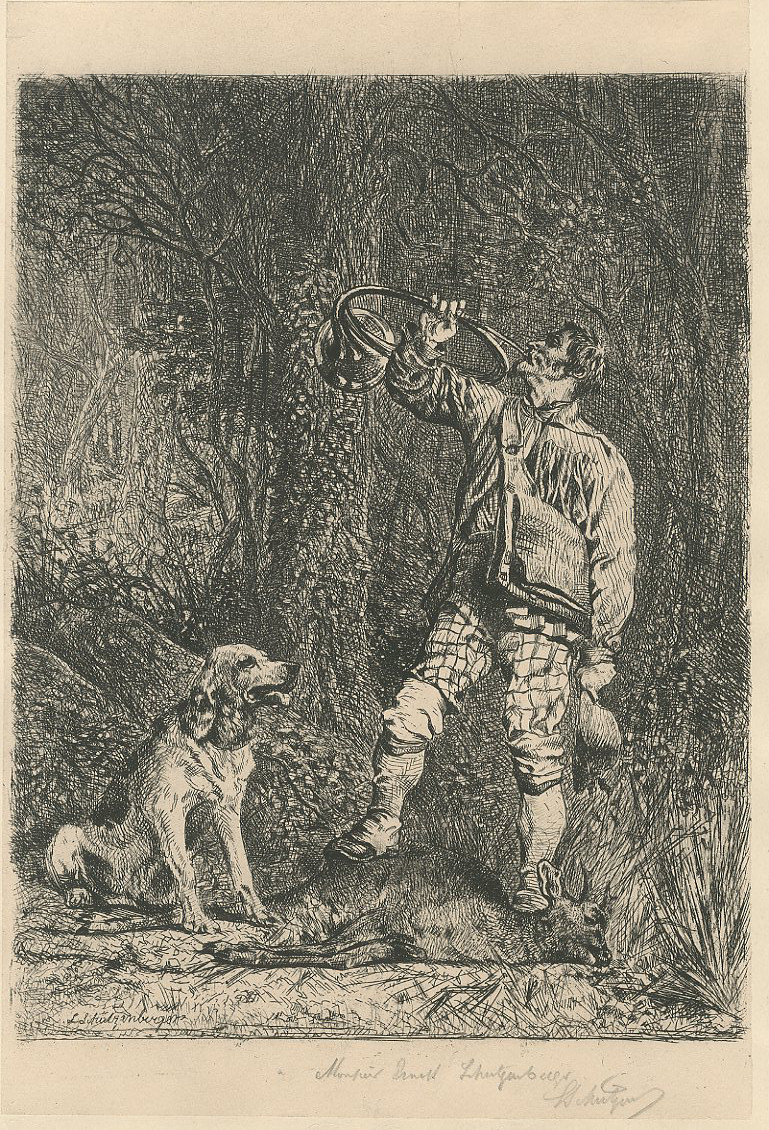
L'Hallali (vers 1860), gravure, cabinet des estampes et des dessins de Strasbourg.
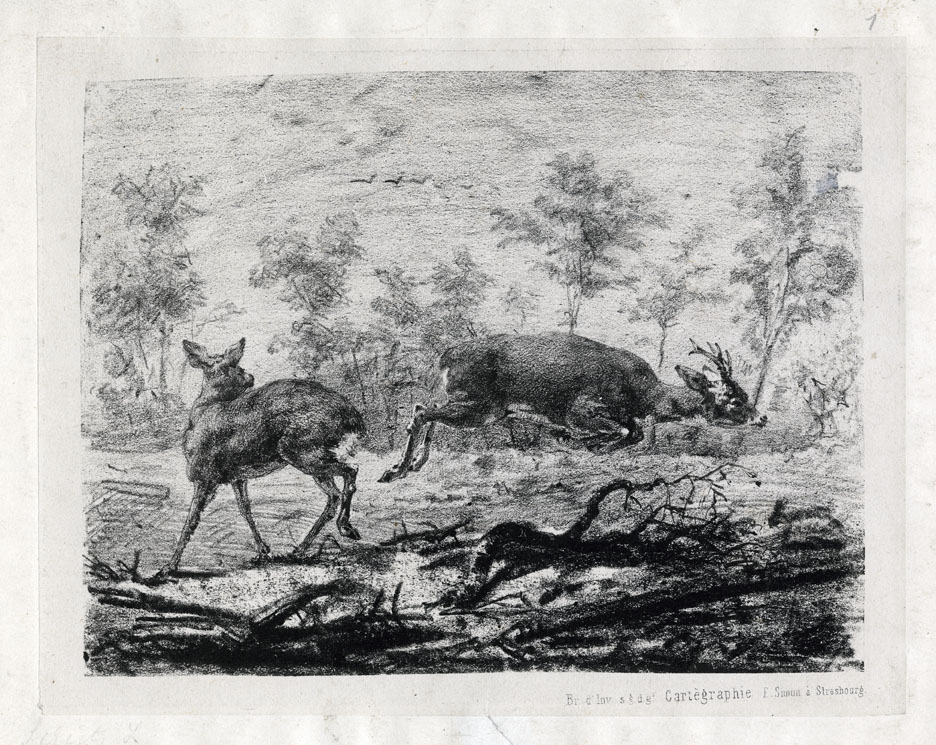
Deux chevreuils (vers 1860), lithographie, cabinet des estampes et des dessins de Strasbourg.
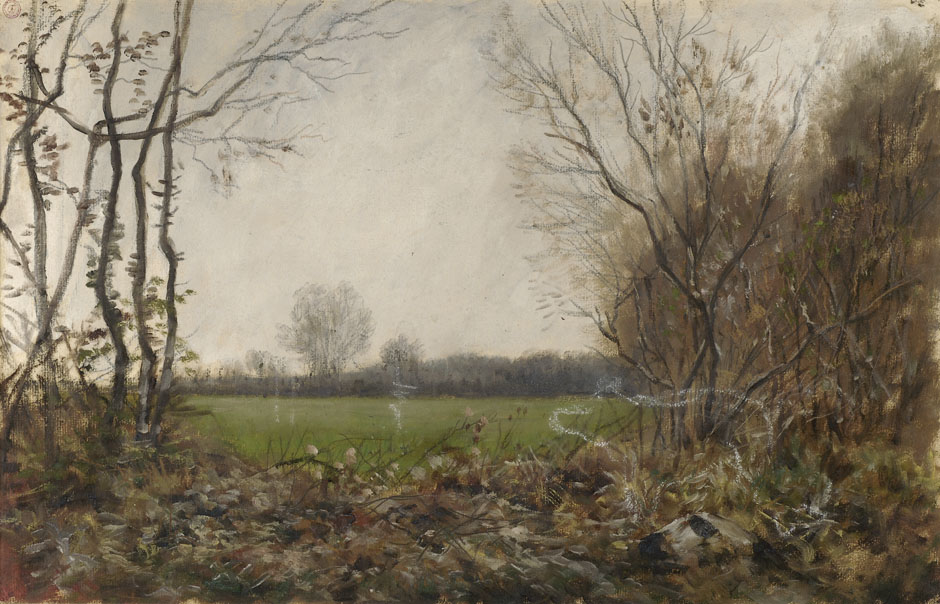
Étude pour la Chasse au sanglier (vers 1860), lithographie, cabinet des estampes et des dessins de Strasbourg.
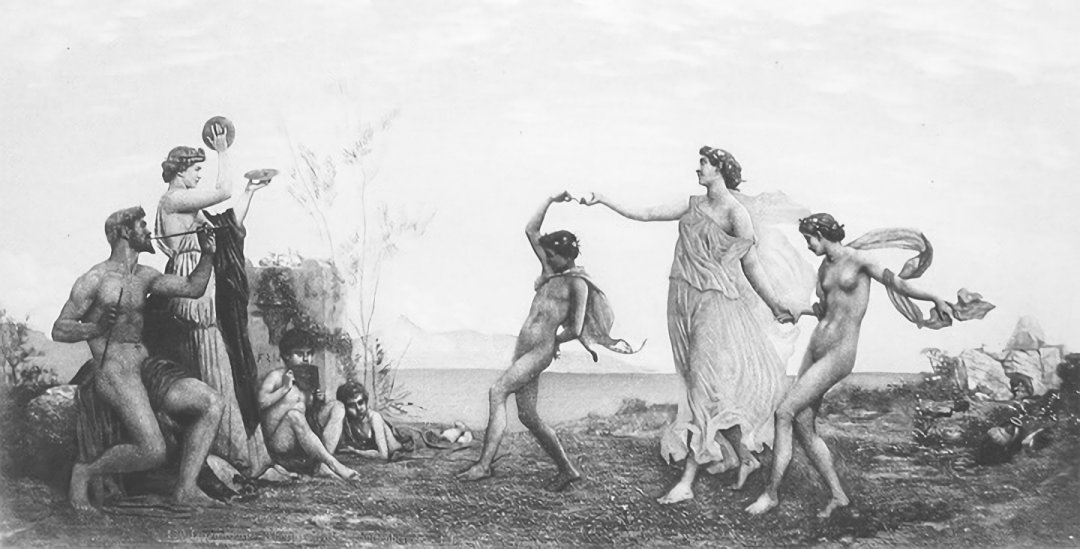
Terpsichore (1861), Paris, musée d'Orsay, localisation actuelle inconnue.
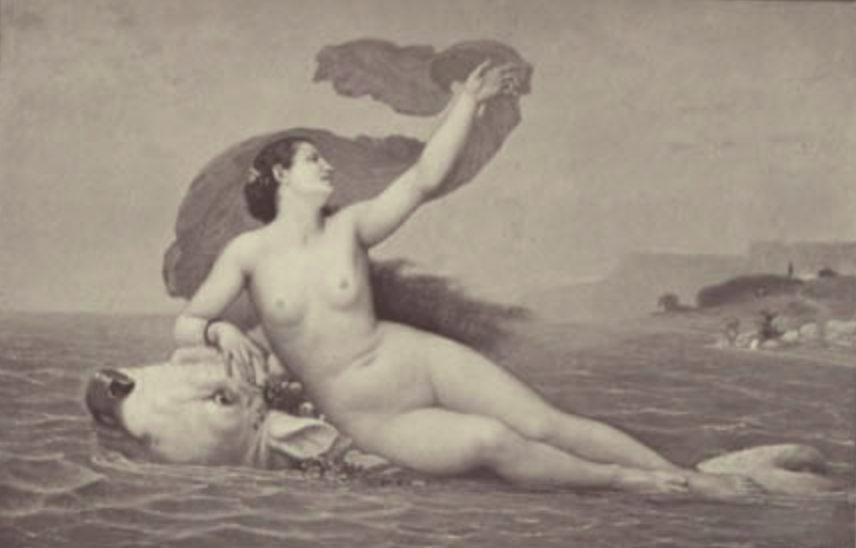
Europe enlevée par Jupiter (1865), musée des Beaux-Arts d'Arras.
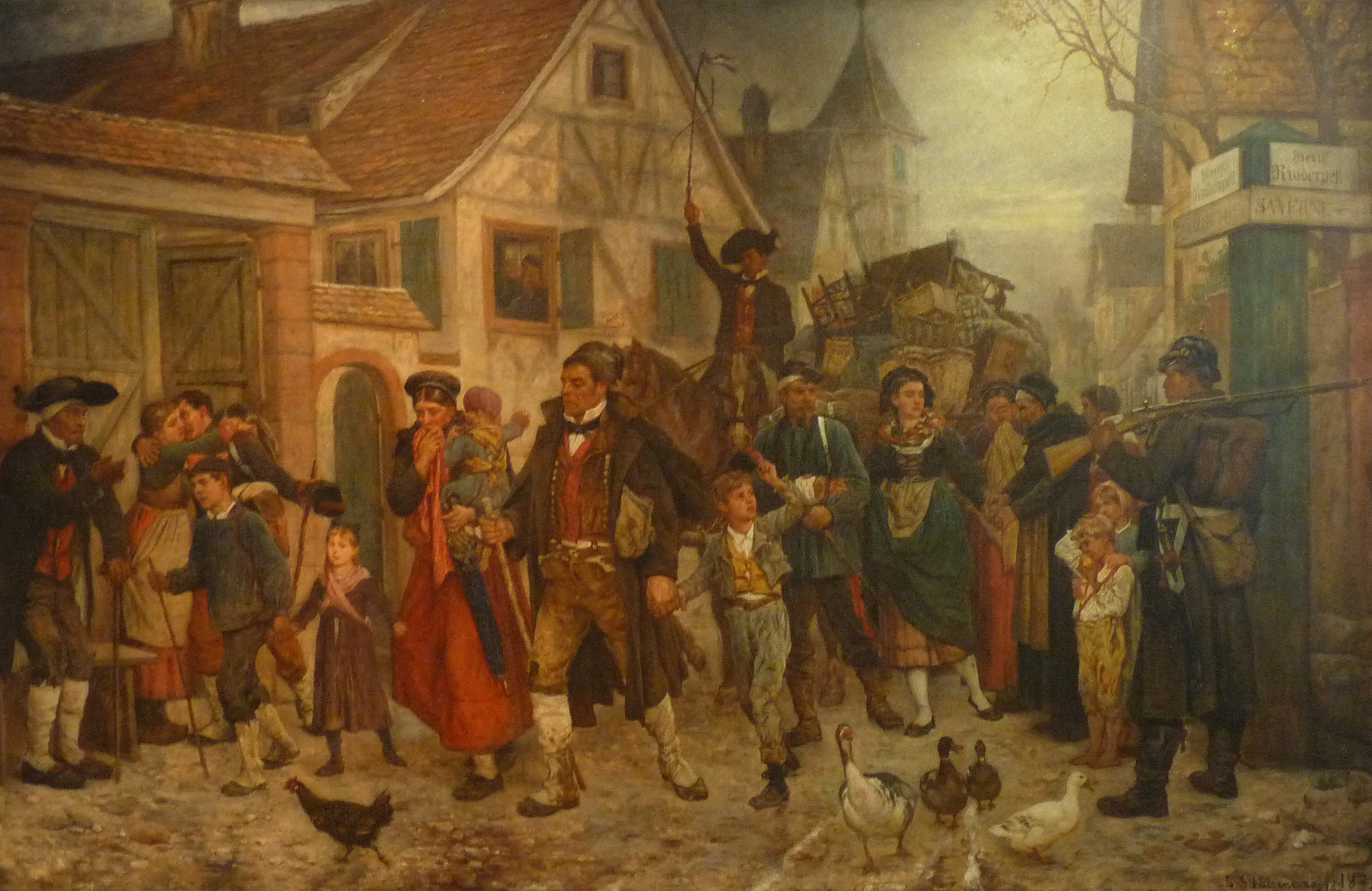
L’Exode (1872), musée des Beaux-Arts de Mulhouse.
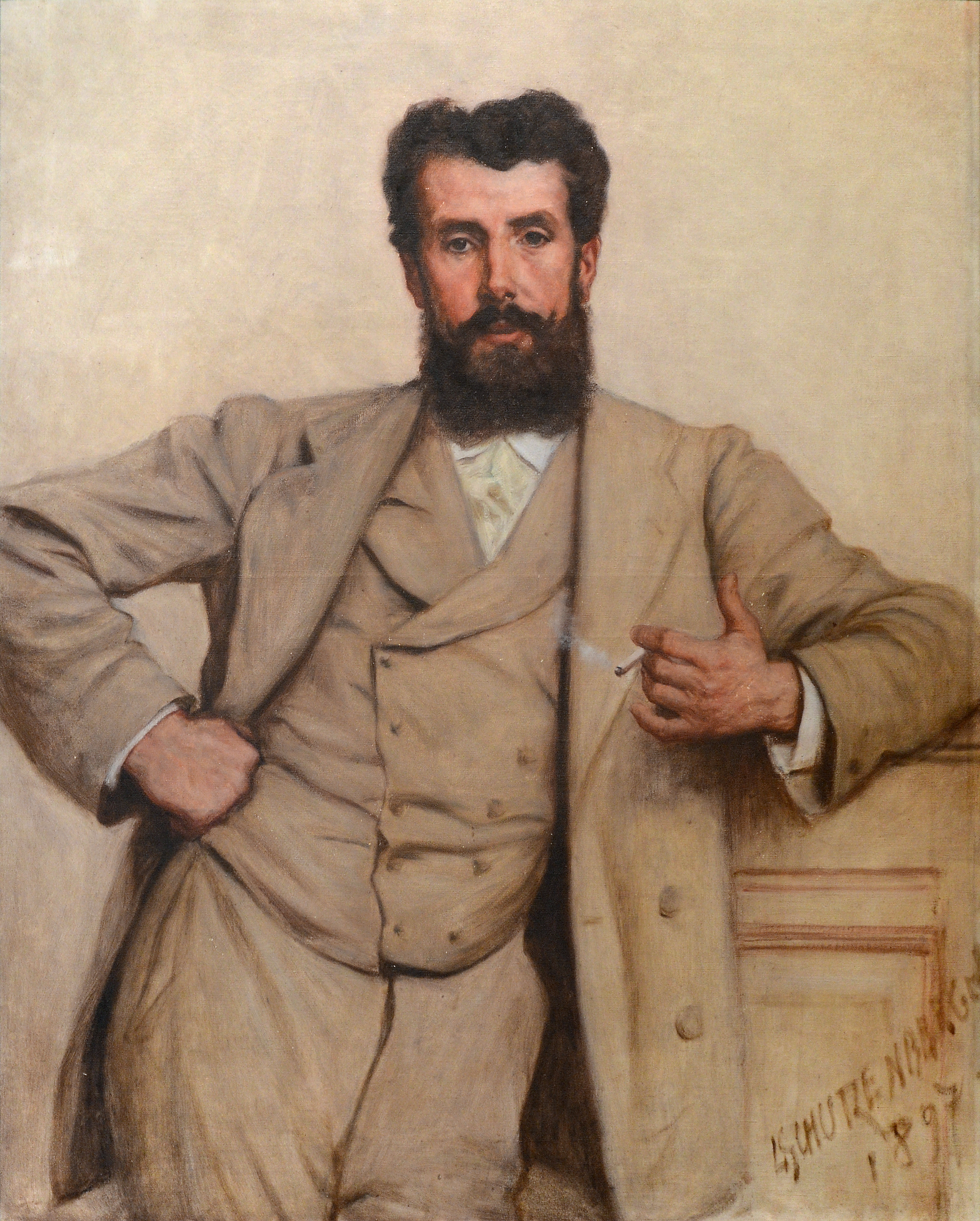
Portrait d’homme (1897), musée des Beaux-Arts de Strasbourg.
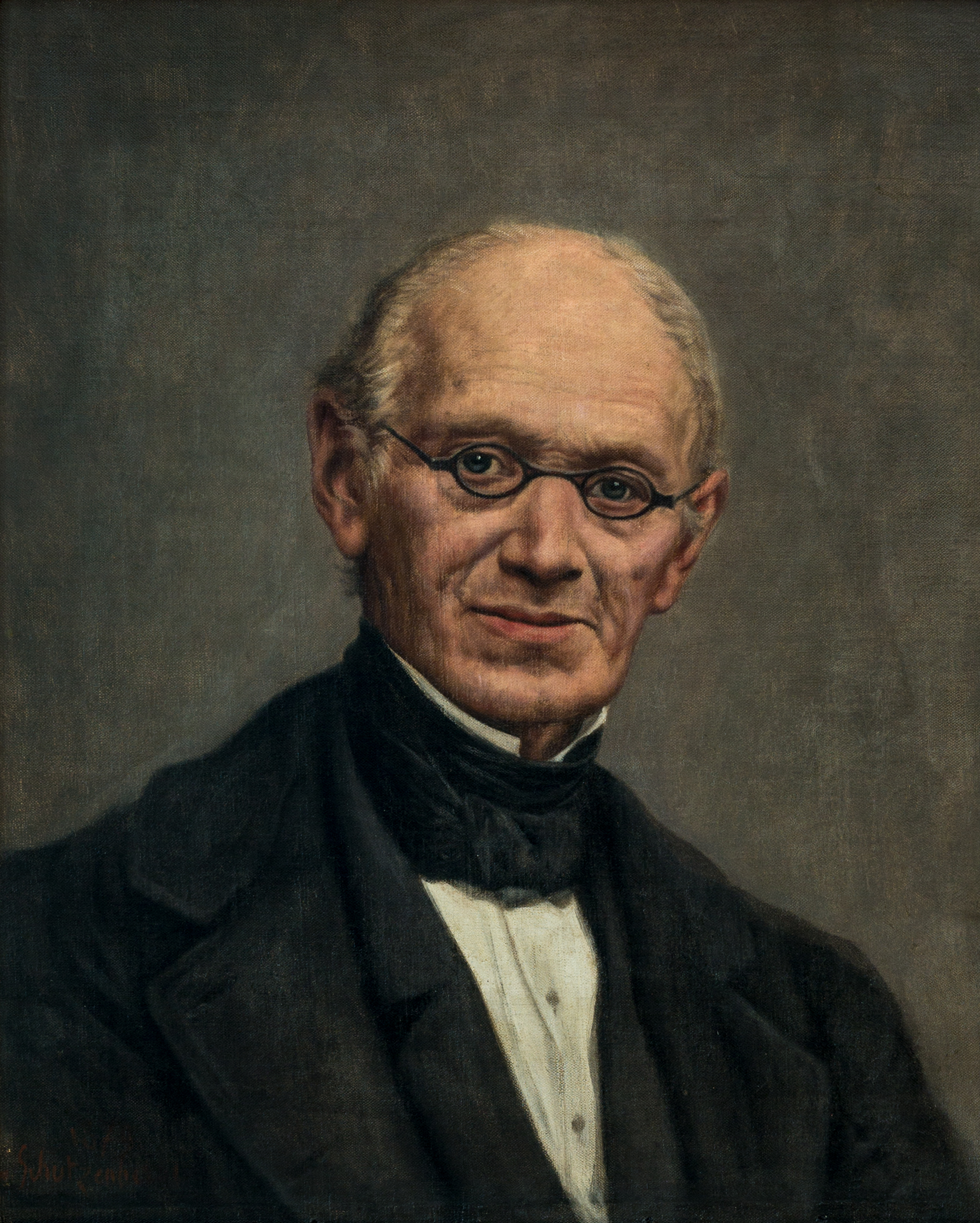
Le Théologien Édouard Reuss, Strasbourg, chapitre de Saint-Thomas.